# Будинок людини
Будинок людини (ісп. Casa del Hombre) — музей у місті Ла-Корунья (Галісія, Іспанія), розташований на набережній Риясор (ісп. Paseo Marítimo de Riazor). Музей було відкрито 7 квітня 1995 мером Франсиско Васкес.

## Архітектура
Будівля музею була побудована за проектом японського архітектора Арата Ісодзакі. Його стіни виконані з граніту і облицьовані понад 6000 шиферними дошками, які були прикріплені 160000 гвинтами. Для будівництва будинку використано понад 30 тисяч тонн каменю.

## Експозиція
Будинок людини — перший музей, де експозиція повністю присвячена людині. Концепція музею була розроблена Рамоном Нуньєсом Сентелья. Музей спорудили до залучення уваги до людини за допомогою інноваційних та інтерактивних методів, які використовує в своїй роботі музей. Можна сказати, що музей працює під девізом «Пізнай самого себе». Ця фраза була написана при вході в Храм Аполлона у Дельфах.
Експозиція музею розташовується на площі в 1500 м². Вона складається з 200 модулів і здебільшого є інтерактивні, тобто для розуміння змісту, необхідно привести в дію якийсь механізм. За допомогою експозиції розкриваються такі теми, як генетика, серце, опорно-рухова система, емоції тощо.
У музеї також проводяться різні виставки та кіноперегляди.